# Lower Langford
Lower Langford är en ort i Storbritannien.   Den ligger i kommunen North Somerset och riksdelen England, i den södra delen av landet, 180 km väster om huvudstaden London. Lower Langford ligger 26 meter över havet och antalet invånare är 600.
Terrängen runt Lower Langford är platt åt nordost, men åt sydväst är den kuperad. Runt Lower Langford är det ganska tätbefolkat, med 144 invånare per kvadratkilometer. Närmaste större samhälle är Bristol, 17,2 km nordost om Lower Langford. Trakten runt Lower Langford består i huvudsak av gräsmarker.